# أوتو هوفر
أوتو هوفر هو فارس سباق سويسري، ولد في 28 يوليو 1944.

## وصلات خارجية
- أوتو هوفر على موقع أوليمبيديا (الإنجليزية)